# Wilhelm Ponndorf
Wilhelm Ponndorf (* 30. Dezember 1864; † 1949) war ein deutscher Mediziner.

## Familie
Wilhelm Hermann Friedrich Ponndorf wurde am 30. Dezember 1864 geboren.
Er war verheiratet und sein Sohn Eberhard Ponndorf wurde am 5. August 1897 in Weimar geboren.

## Leben
Nach dem Studium der Medizin an der Universität Jena, wo er der Burschenschaft Cheruscia Jena beitrat, promovierte Ponndorf zum Dr. med. mit der Dissertation Über das Myxödem. Sie erschien 1889 im Frommann Verlag, Stuttgart.
Anschließend ging er 1890 als praktischer Arzt nach Weimar und war dort auch Assistent an der staatlichen Lymphanstalt, die sich mit der Erforschung und Herstellung von Tierlymphe beschäftigte. Er wurde – zunächst als Medizinalrat – in den Staatsdienst übernommen. Ab 1908 war er ihr (ärztlicher ?) Direktor (vermutlich im Rang eines Medizinaldirektors) und um 1909 wurde ihm auch der Titel Sanitätsrat verliehen. Er blieb in dieser Stellung wohl bis zu seiner Pensionierung etwa 1929. Der als Vorsteher dort tätige Regierungs- und Medizinalrat Gotthard von Einsiedel (1869–1928), war vermutlich für den verwaltungstechnischen Bereich zuständig, ehe er 1922 ins Wirtschaftsministerium wechselte.

## Schaffen
Ein Hauptinteressengebiet von Ponndorf war zunächst die Tuberkulosebekämpfung mit der von ihm propagierten Tuberkulintherapie durch die perkutane Anwendung mittels Skarifizierung der Haut an der Impfstelle, die unter dem Namen Ponndorfsche-Impfung bekannt wurde.
Die Impfung wurde von Hausärzten und in (Lungen-)Heilanstalten besonders in den 1920er Jahren angewendet, obwohl ihre Wirksamkeit von vielen Medizinern bezweifelt wurde. Befürworter wiesen die Kritiker mit dem Argument zurück, dass die Behandlungszeit in Heilanstalten zu kurz sei. Offenbar zeigte sich aber immer deutlicher, dass die Ponndorf-Impfung bei Tbc weder für die Vorbeugung noch die Heilung nützlich ist. Sie wird im Gegensatz zu der 1928 eingeführten BCG-Lebendimpfung, die erst 1998 wegen ihrer unsicheren Wirkung auslief, nicht einmal mehr in einer historischen Betrachtung der Tuberkulose erwähnt.
Ein weiteres Arbeitsgebiet wurde die von ihm eingeführte Behandlung mit einem aus seinem Tbc-Impfstoff entwickelten Haut-Impfstoff zur allgemeinen Stärkung des Immunsystems. Aber auch spezielle Erkrankungen, wie z. B. Rheuma und Asthma hoffte er damit erfolgreich behandeln zu können. Dem Tbc-Impfstoff wurde ein Cocktail von aus Streptokokken, Staphylokokken, Pneumokokken und Erkältungsbakterien gewonnenen Eiweißen beigemischt. Er wurde in der von Karl August Lingner 1911 gegründeten Sächsisches Serumwerk AG, Dresden hergestellt. Dieser Anwendungsbereich wird heute noch in der naturheilkundlichen und homöopathischen Medizin positiv geschildert.

Hölzerne Verpackung für Ampullen des Hautimpfstoffes zur Stärkung des Immunsystems nach Dr. med. Wilhelm Ponndorf. Hersteller: Sächsisches Serumwerk A. G., Dresden, 30. September 1950

Streng wissenschaftliche Studien zur Wirksamkeit des verwendeten Impfserums gibt es aber offenbar nicht. Bei Kindern war diese von vielen Hausärzten durchgeführte „Ponndorfsche Kratzimpfung“ bis in die 1950er Jahre gefürchtet, weil sie mit einer flächigen Ritzung der Haut auf dem Deltamuskel verbunden war und mehrfach wiederholt wurde. Sie darf aber nicht mit der Anwendung des Tuberkulin-Tests für Reihenuntersuchungen zur Tbc-Erkennung in Schulen der Zeit verwechselt werden.

## Schriften
- Über das Myxödem. Inaugural-Dissertation. Frommann Verlag, Stuttgart 1889.
- Die Heilung der Tuberkulose und ihrer Mischinfektionen (Skrofulose, Rheumatismus, Basedow-Krankheit u. a.) durch Cutanimpfung. Selbst-Verlag, Weimar 1921, DNB 126658250. (2. verm. und verb. Auflage. Verlag F.C.W. Vogel, Leipzig 1923)